# Not Quite Human
Not Quite Human (en español: "Un robot en la familia") es un telefilm de 1987 dirigido por Steven Hilliard Stern y protagonizado por Jay Underwood, Alan Thicke y Robyn Lively. Basado en la serie de libros Not Quite Human de Seth McEvoy, es la primera entrega de una trilogía a la que siguieron Not Quite Human II (1989) y Still Not Quite Human (1992). La película se rodó en Scottsdale (Arizona) y Phoenix (Arizona).

## Argumento
El doctor Jonas Carson (Alan Thicke) crea un androide que parece un chico de diecisiete años al que "adopta" como su hijo y como el hermano mayor de Becky (Robyn Lively), quien le nombra Chip. Después de que los Carson se muden a una nueva ciudad, Chip (Jay Underwood) se inscribe en el instituto junto con Becky. El doctor Carson también empieza a enseñar ciencia en el colegio, para así poder echar un vistazo al progreso de su hijo.
El antiguo empleado del doctor Carson, Gordon Vogel (Joseph Bologna), trata de detener al androide creyendo estar autorizado a servirse de su avanzada tecnología porque fue desarrollado mientras Carson estaba bajo un contrato que no rellenó. Vogel planea convertir a Chip en una máquina militar de guerra.

## Reparto
| Actor           | Personaje            |
| --------------- | -------------------- |
| Jay Underwood   | Chip Carson          |
| Alan Thicke     | Dr. Jonas Carson     |
| Robyn Lively    | Becky Carson         |
| Joseph Bologna  | Gordon Vogel         |
| Robert Harper   | JJ Derks             |
| Kristy Swanson  | Erin Jeffries        |
| Lili Haydn      | Jenny Beckerman      |
| Brandon Douglas | Scott Barnes         |
| Carey Scott     | Paul Fairgate        |
| Brian Cole      | Jake Blocker         |
| Sasha Mitchell  | Bryan Skelly         |
| Judy Starr      | Dra. Sondra Stahl    |
| Greg Monaghan   | Entrenador Duckworth |